# Kościół Episkopalny w Stanach Zjednoczonych

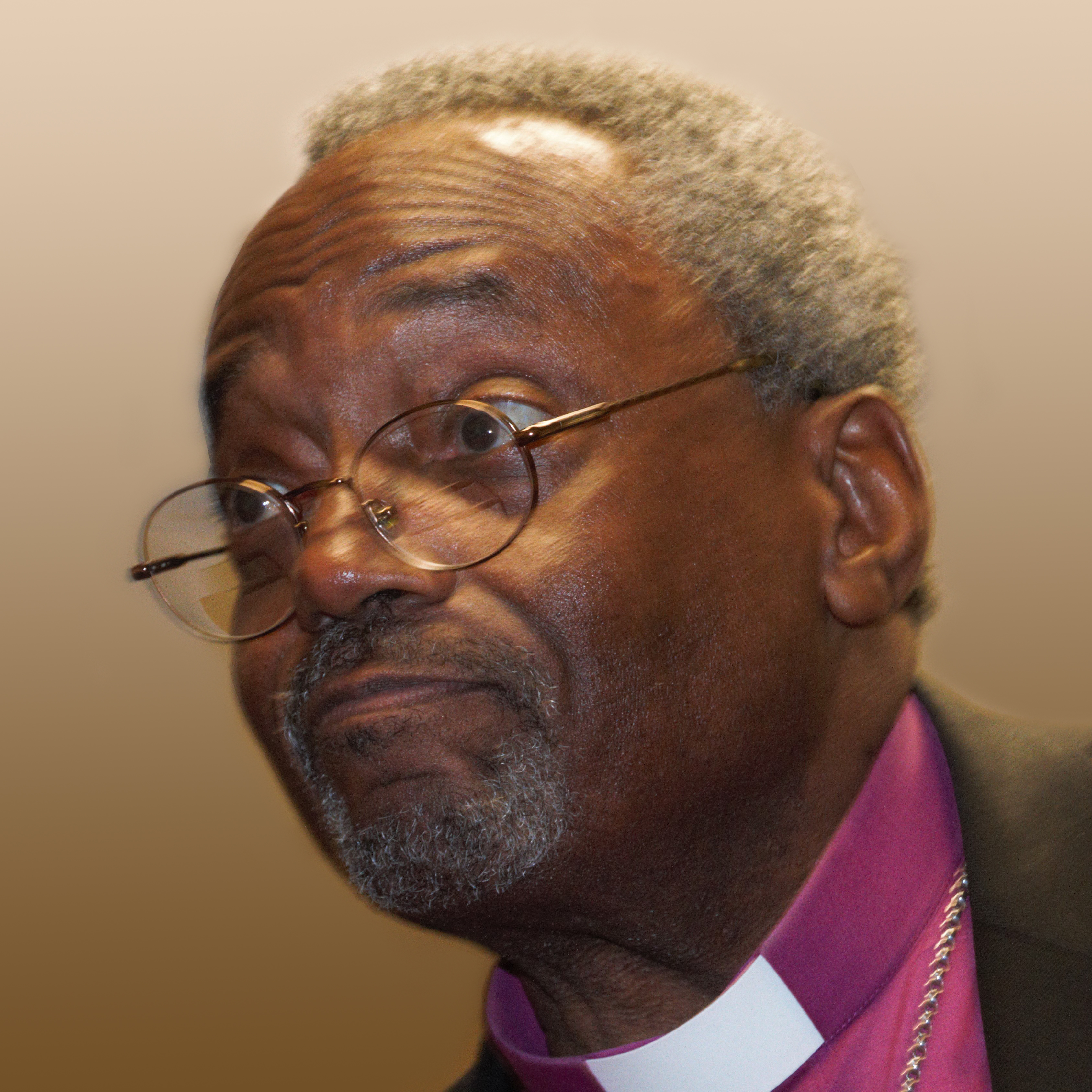
bp Michael Bruce Curry, prymas Kościoła episkopalnego w Stanach Zjednoczonych w latach 2015-2024

Kościół Episkopalny w Stanach Zjednoczonych (ECUSA) – Kościół anglikański w Stanach Zjednoczonych. Ma swoje diecezje także w innych krajach, należy do niego ok. 1,6 miliona osób.
Prymasem Kościoła episkopalnego jest od 2024 roku bp Sean Rowe, a jego poprzednikiem był Michael Bruce Curry. Kościół jest we wspólnocie z niektórymi luteranami i starokatolikami. Podtrzymywano też specjalne stosunki z Cerkwią prawosławną, ale skończyły się one, kiedy anglikanie wprowadzili kapłaństwo kobiet.
Siedziba władz administracyjnych Kościoła jest w Nowym Jorku, ale katedra prymasowska znajduje się w Waszyngtonie. 
Zgodnie z tradycją, po objęciu władzy przez nowego prezydenta Stanów Zjednoczonych, w waszyngtońskiej katedrze tego Kościoła odbywa się uroczyste nabożeństwo międzyreligijne z udziałem prezydenta, jego rodziny i współpracowników. Podczas takiego nabożeństwa 21 stycznia 2025 roku, czyli dzień po objęciu urzędu przez prezydenta Donalda Trumpa, waszyngtońska biskupka Mariann Edgar Budde (pełniąca urząd od 2011 roku) modliła się o jedność narodu, której fundamentami jej zdaniem są: szacunek dla bliźnich, uczciwość oraz pokora. Prosiła też bezpośrednio prezydenta Trumpa o miłosierdzie dla imigrantów, uchodźców wojennych oraz osób homoseksualnych i transpłciowych, gdyż Bóg jest miłosierny i wzywa nas do miłosierdzia. Ta wypowiedź wywołała oburzenie prezydenta i jego otoczenia, zaś uznanie wielu innych osobistości.

## Konwokacja Kościołów Episkopalnych w Europie
Zwierzchnikiem Konwokacji Kościołów Episkopalnych w Europie w latach 2001-2019 był bp Pierre Whalon, zaś od 2019 roku jest nim Mark David Wheeler Edington.
W 2012 roku zainicjowano powstanie Polskiej Wspólnoty Episkopalnej.